# شهرک شهید یاغچیان

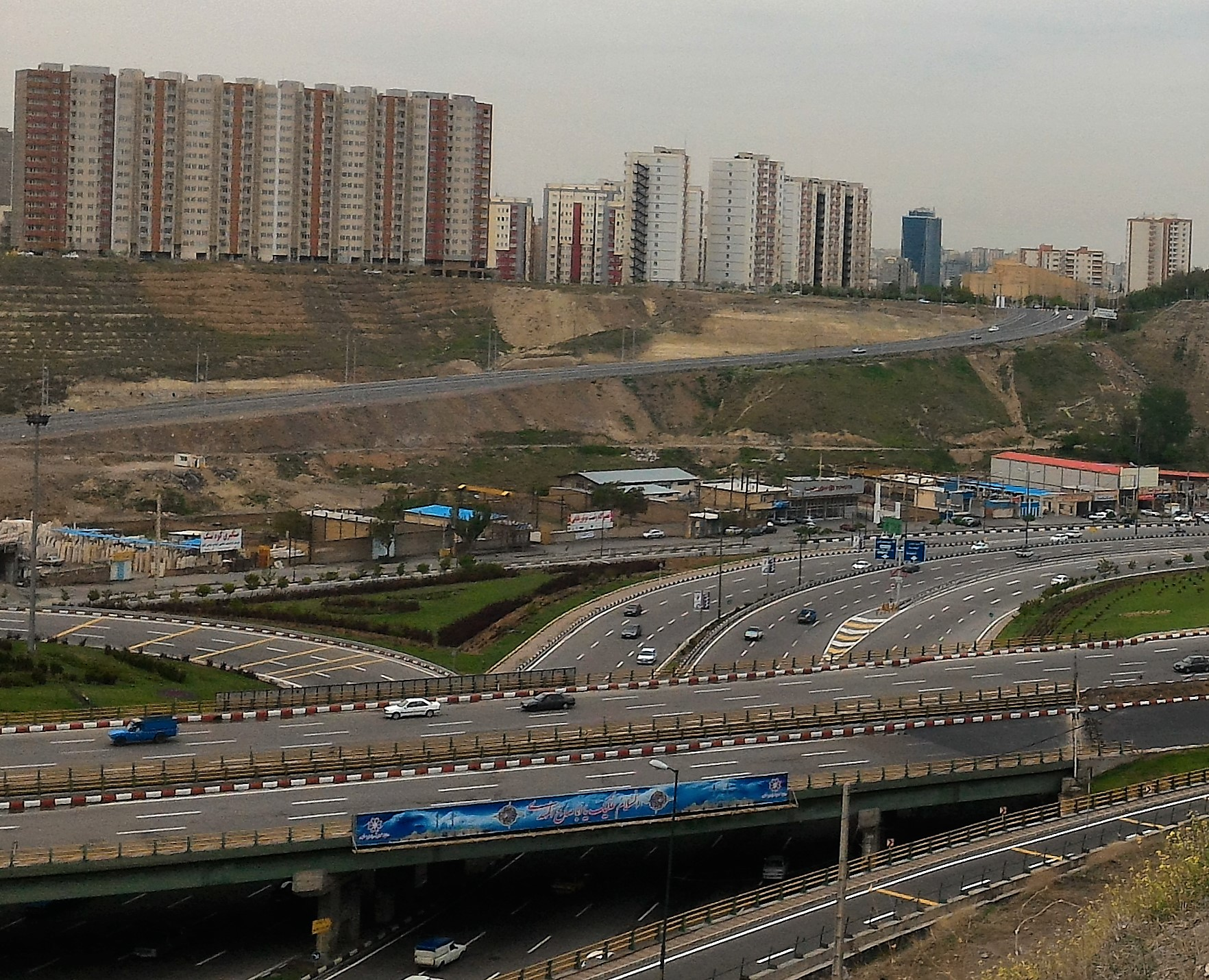
نمایی از ساختمان‌های شهرک یاغچیان و مجموعه طرح تبادل امام علی

شهرک شهید یاغچیان شهرکی مسکونی واقع در شرق تبریز است. نام این شهرک از مرتضی یاغچیان، از کشته‌شدگان جنگ ایران و عراق گرفته شده‌است. این شهرک با شهرک پرواز، شهرک گلشهر و محله ائل گؤلی همسایه می‌باشد. در این شهرک بوستان شمیم پایداری که پارک موزه دفاع مقدس می‌باشد، قرار دارد. علاوه بر این که به عنوان پارک مجهز دارای سالن فوتسال، زمین بازی، زمین اسکیت و وسایل ورزشی است، موزه‌ای دربارهٔ جنگ ایران و عراق نیز در آن ساخته شده‌است. در هفته آخر شهریور هر سال، هفته دفاع مقدس، مراسم نمایش و بازسازی عملیات جنگ انجام می‌شود. بوستان سوسنگرد نیز یکی از بوستان‌های این شهرک است که یاد مقاومت نیروهای اهل آذربایجان در دفاع از شهر سوسنگرد ساخته شده‌است. یکی از نه بازارچه شهرداری تبریز برای کنترل قیمت‌ها نیز در این شهرک ساخته شده‌است.
پارک آبی تبریز در خیابان توحید این شهرک قرار دارد. شهرک یاغچیان دارای سه خیابان اصلی به نام‌های نور و توحید و فتح می‌باشد.

## بوستان‌ها و پارک‌ها
- پارک شمیم پایداری (پارک موزه دفاع مقدس)[۱]
- بوستان سوسنگرد[۳][۲]
- اوشاق لار باخچاسی (به فارسی: باغچهٔ کودکان)
- پارک آبی تبریز

## مراکز آموزشی
- مدرسه دولتی شهدای گمنام
- مدرسه راهنمایی دولتی پسرانه آزادگان
- مدرسه صدرا ۳